# 侯维煜
侯维煜（1913年—1979年3月30日）山西交城人，中国共产党官员，中共中央纪律检查委员会委员、中共中央党校副校长、中共中央直属机关党委第一书记。

## 生平
1934年9月加入中国共产党，历任中共朝阳大学支部书记，中共太谷县委书记兼抗日自卫队政委，八路军晋冀豫军区独立支队政委、二分区政治部副主任，中共晋绥分局六地委书记兼六分区政委。1939年当选为中共七大代表，曾先后在延安抗大和中央党校学习。
中华人民共和国成立后，历任华北人民革命大学教育长、校党委书记，中共中央华北局秘书长，马克思列宁学院副院长、党委书记，中共中央高级党校副校长、党委第二书记，中共中央直属机关党委书记处书记和第一书记等职。当选为中共八大代表。
在马克思列宁学院和中央高级党校期间，杨献珍、侯维煜、孙定国三人“密切配合，相互体谅”，“一起聆听少奇同志的教诲，一起贯彻中央的指示，一起抵制那个所谓理论权威的破坏，最后也一起遭受那个理论权威的残酷迫害。”（见杨献珍《教诲十年，遗爱千秋——缅怀刘少奇同志对党校工作的关怀》）自1957年起，侯维煜不断抵制当时分管党校的康生（即杨献珍上文“所谓理论权威”），此后多次遭到打击和诬陷。文化大革命期间，侯维煜遭到法西斯式迫害，被关押在监狱八年。粉碎“四人帮”后，获得平反的侯维煜已重病在身，住在医院。他担任了中共中央纪律检查委员会委员、第五届全国政协委员。
1979年3月30日，侯维煜在北京病逝，享年65岁。1979年4月21日，侯维煜同志的追悼会在北京八宝山革命公墓礼堂举行，中共中央政治局委员、中共中央纪律检查委员会第三书记胡耀邦主持追悼会，中共中央纪律检查委员会副书记王鹤寿致悼词。